# Panvel
Panvel (o Panwel) è una città dell'India di 104.031 abitanti, situata nel distretto di Raigad, nello stato federato del Maharashtra. In base al numero di abitanti la città rientra nella classe I (da 100.000 persone in su).

## Geografia fisica
La città è situata a 18° 58' 60 N e 73° 5' 60 E e ha un'altitudine di 27 m s.l.m..

## Società

### Evoluzione demografica
Al censimento del 2001 la popolazione di Panvel assommava a 104.031 persone, delle quali 54.967 maschi e 49.064 femmine. I bambini di età inferiore o uguale ai sei anni assommavano a 13.133, dei quali 6.819 maschi e 6.314 femmine. Infine, coloro che erano in grado di saper almeno leggere e scrivere erano 81.186, dei quali 44.737 maschi e 36.449 femmine.